# Cinetus ditomus
Cinetus ditomus är en stekelart som först beskrevs av Jean-Jacques Kieffer 1910.  Cinetus ditomus ingår i släktet Cinetus, och familjen hyllhornsteklar. Arten är reproducerande i Sverige.